# Libellula jesseana
Libellula jesseana är en trollsländeart som beskrevs av Williamson 1922. Libellula jesseana ingår i släktet Libellula och familjen segeltrollsländor. IUCN kategoriserar arten globalt som sårbar. Inga underarter finns listade i Catalogue of Life.

## Bildgalleri

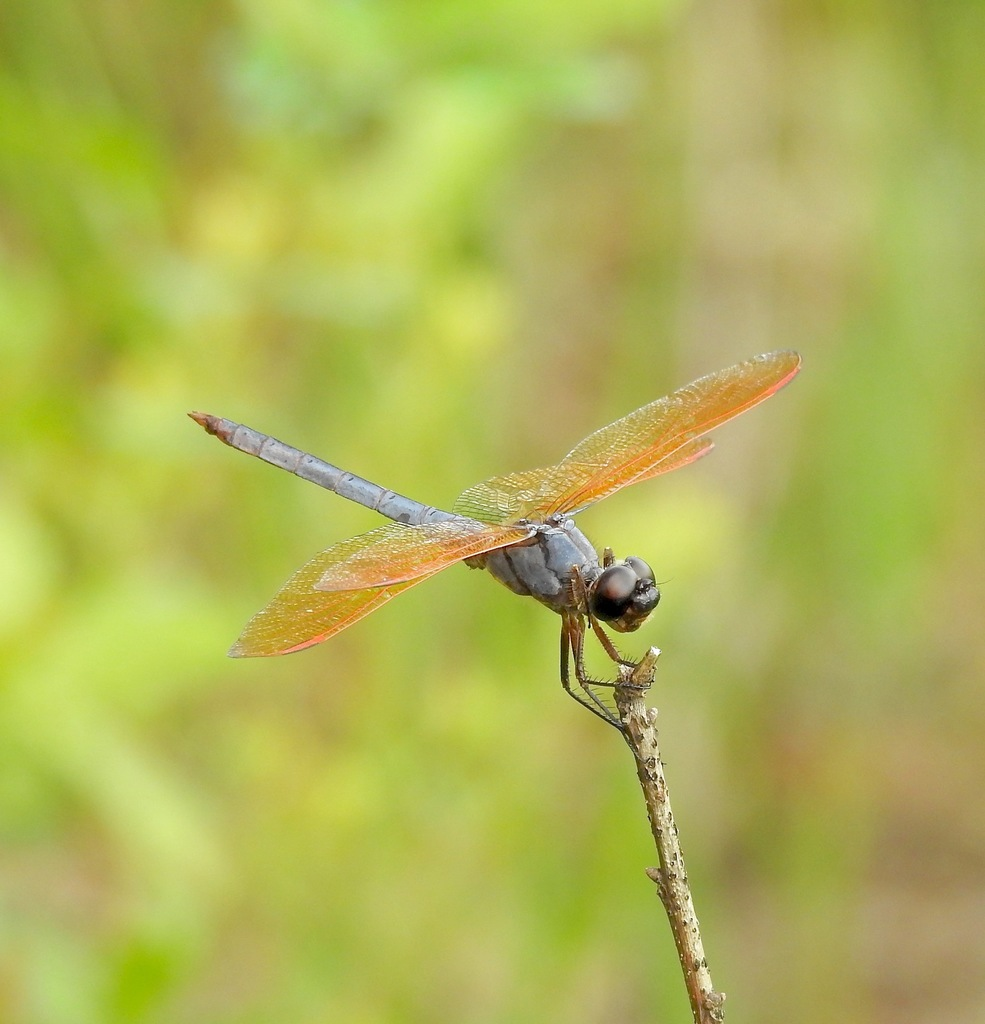